# 丘古諾夫冰川
70°43′S 163°9′E / 70.717°S 163.150°E
丘古諾夫冰川是南極洲的冰川，位於維多利亞地的彭內爾海岸，屬於鮑爾斯山脈的一部分，全長30公里，處於阿斯塔霍夫冰川以北，以蘇聯的高空氣象學家命名。